# A4 (motorväg, Schweiz)

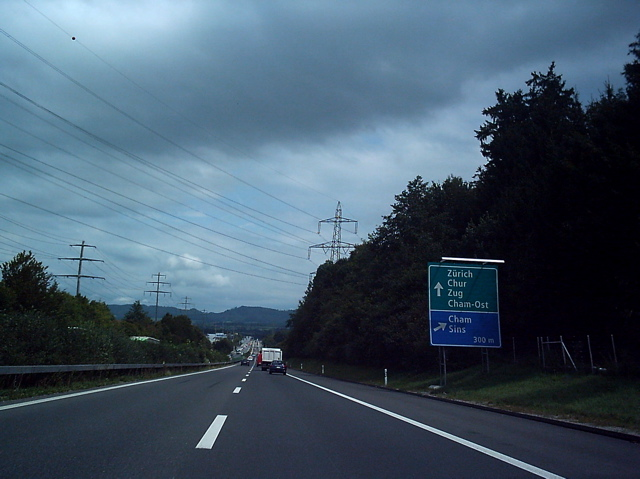
A4 i Schweiz.

A4 är en motorväg i Schweiz. Vägen börjar i norra Schweiz, vid gränsen mot Tyskland. A4 är då inte motorväg. Vid Winterthur börjar motorvägen. Vägen slutar i Altdorf och passerar bland andra städerna Zürich och Urdorf. På vissa sträckor är det inte motorväg. Motorvägen passerar många tunnlar, vissa av dem nästan fem kilometer långa.